# 맥시머스 에어 카고
맥시머스 에어 카고(영어: Maximus Air Cargo)은 아랍에미리트의 화물 항공사로 본사는 아랍에미리트 아부다비에 위치해 있으며 허브 공항의 경우 아부다비 국제공항이 있다.

## 역사
2005년, 아부다비 항공그룹이 기존의 민간화물기로 수송할 수 없는 대형 화물을 수송하기 위하여 설립하였다. 그 후 약 5년간 지역 화물 수송을 담당하였고, 200명의 직원과 더불어 항공수송 임차 사업으로 사업을 확대해나갔다. 주로 수송하는 화물이 기존의 화물보다 큰 화물이기에 러시아제 화물기를 주로 사용한다. 또한 에티하드 크리스탈 카고의 정규 화물편도 운용하고 있으며 적신월사의 독점 항공편도 담당하고 있다.

## 보유 기종
- 2017년 1월 기준으로 맥시머스 에어 카고는 다음과 같은 기종을 보유하고 있다.

## 같이 보기
- 에티하드 항공